# نفتالی لونا
نفتالی لونا (انگلیسی: Neftalí Luna؛ زادهٔ ۱۴ مارس ۱۹۷۹) بازیکن فوتبال اهل اسپانیا است.
از باشگاه‌هایی که در آن بازی کرده‌است می‌توان به باشگاه فوتبال سابادل اشاره کرد.